# Edward Witten
Edward Witten (Baltimore, 26 augustus 1951) is een Amerikaans wiskundig natuurkundige (een theoreticus op het grensgebied van natuurkunde en wiskunde) en professor aan het 'Institute for Advanced Study' in Princeton (New Jersey).

## Biografie
Witten is geboren in Baltimore, Maryland in een Joodse familie als zoon van Lorraine W. Witten en Louis Witten, een theoretisch natuurkundige gespecialiseerd in zwaartekracht en de algemene relativiteitstheorie. Hij verkreeg een graad in de geschiedenis aan de Brandeis University. Witten begon een loopbaan als politiek journalist en publiceerde voor The New Republic en The Nation. Hij werkte ook korte tijd voor het campagneteam van presidentskandidaat George McGovern. Nadien deed Witten nog een poging tot een studie economie maar voltooide die niet. Hij besloot toen in de voetsporen van zijn vader te stappen en begon een studie toegepaste wiskunde aan de Princeton-universiteit, waar hij in 1976 promoveerde onder supervisie van David Gross. Vervolgens ging hij aan de slag als theoretisch onderzoeker en professor in de natuurkunde en wiskunde aan o.a. Harvard, Princeton en Caltech. Tegenwoordig is hij voornamelijk werkzaam aan Princeton.

## Werkterrein
Edward Witten is een vooraanstaand theoretisch onderzoeker die de M-theorie als voornaamste werkgebied heeft. Hierdoor verricht hij op veel gerelateerde gebieden eveneens belangrijk onderzoek. Zijn resultaten zijn moeilijk te begrijpen, zelfs voor collega-wetenschappers, maar worden door de wetenschappelijke wereld op de voet gevolgd. Enkele onderzoeksterreinen waarop Witten zich laat horen:
- kosmologie;
- zwaartekracht;
- ijktheorie;
- morse-theorie;
- spiegelsymmetrie;
- supersymmetrie;
- topologie;
- geometrie;
- kwantummechanica;
- kwantumveldentheorie;
- snaartheorie;
- algemene relativiteitstheorie.

## Status en eerbewijzen
Witten wordt beschouwd als de grootste levende theoretische fysicus van onze tijd en als de opvolger van Albert Einstein wegens zijn belangrijke theoretische bijdragen aan de natuurkunde; anders dan Einstein ontwikkelt hij ook nieuwe wiskunde. Witten heeft ook de hoogste h-index (110) van alle levende natuurkundigen.
Voor zijn bijdragen aan de wiskunde en de natuurkunde heeft Witten al vele prijzen gekregen. Zo is hij de enige theoretische fysicus die de Fields Medal heeft mogen ontvangen, die ook wel de Nobelprijs voor wiskunde wordt genoemd.
In 2000 werd de Frederic Esser-Nemmersprijs in de wiskunde aan hem toegekend. In 2010 ontving Witten de Lorentzmedaille, in 2012 de Breakthrough Prize in Fundamental Physics.